# ريكاردو آزيفيدو (لاعب كرة قدم)
ريكاردو آزيفيدو هو لاعب كرة قدم سويسري، ولد في 2 ديسمبر 2001 في جنيف في سويسرا. لعب مع نادي سيرفيت.

## وصلات خارجية
- ريكاردو آزيفيدو على موقع Soccerway.com (الإنجليزية)
- ريكاردو آزيفيدو على موقع عالم كرة القدم.نت (الإنجليزية)